# İlqar Mirzəyev
İlqar Anzor oğlu Mirzəyev (eingedeutscht: Ilgar Mirsajew; 8. Mai 1973 in Gardabani, Georgische Sozialistische Sowjetrepublik, UdSSR;  † 14. Juli 2020 im Dorf Ağdam, Rayon Tovuz, Republik Aserbaidschan) war ein Oberst der aserbaidschanischen Streitkräfte. Er wurde mit dem Titel Nationalheld Aserbaidschans ausgezeichnet.

## Leben
Nach dem Schulabschluss in Gardabani im Jahr 1990 ließ sich Mirzəyev in die Höhere Allgemeine Kommandoschule von Baku (heute Aserbaidschanische Offiziershochschule – Heydər Əliyev) einschreiben. Diese Einrichtung absolvierte er 1995 und begann seine Militärlaufbahn im Rang eines Leutnants.
Zwischen 2003 und 2005 setzte er seine Ausbildung in der Militärakademie der aserbaidschanischen Streitkräfte fort. In den folgenden Jahren diente Mirzəyev in Baku, Gəncə, Naxçıvan, Beyləqan, Goranboy und Şəmkir.
Im April 2016 nahm Mirzəyev, mittlerweile im Rang eines Oberstleutnants, an bewaffneten Zusammenstößen (am sogenannten 4-Tage-Krieg) in Bergkarabach teil. Zwei Jahre später wurde er zum Oberst befördert. Am 23. Februar 2019 wurde Mirzəyev zum Chef der Artillerieeinheiten des 3. Armeekorps ernannt.
Im Juli 2020 kam es im Zuge des Kriegs um Bergkarabach 2020 zu mehrtägigen Auseinandersetzungen zwischen den armenischen und aserbaidschanischen Truppen im nicht demarkierten Grenzabschnitt im Rayon Tovuz (Aserbaidschan) bzw. Tawusch (Armenien). Mirzəyev wurde gemeinsam mit dem Generalmajor Polad Həşimov, dem Stabschef des 3. Armeekorps, in die Unruheregion abkommandiert, um die Provokation der armenischen Seite zu vereiteln. Bei einem Artilleriebeschuss der armenischen Einheiten am 14. Juli kamen beide hochrangige Militärs ums Leben. Sie wurden am nächsten Tag auf der 2. Ehrenallee von Baku beigesetzt.
Per Beschluss des Präsidenten Aserbaidschans vom 9. Dezember 2020 wurde Mirzəyev posthum der Titel Nationalheld Aserbaidschans verliehen.
Mirzəyev hinterließ zwei Kinder (einen Sohn und eine Tochter).